# Patpong

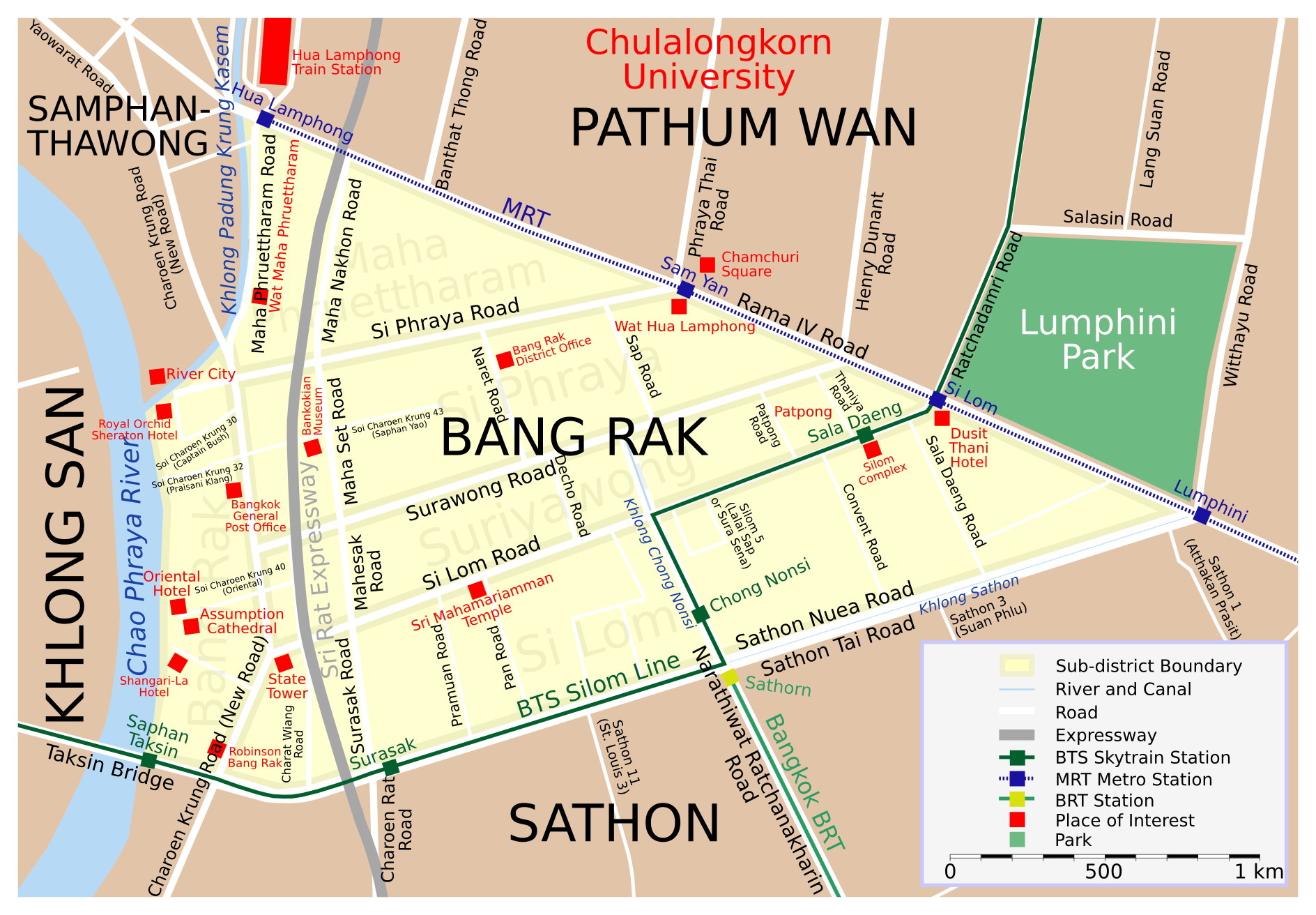
Übersichtskarte des Distrikts Bang Rak

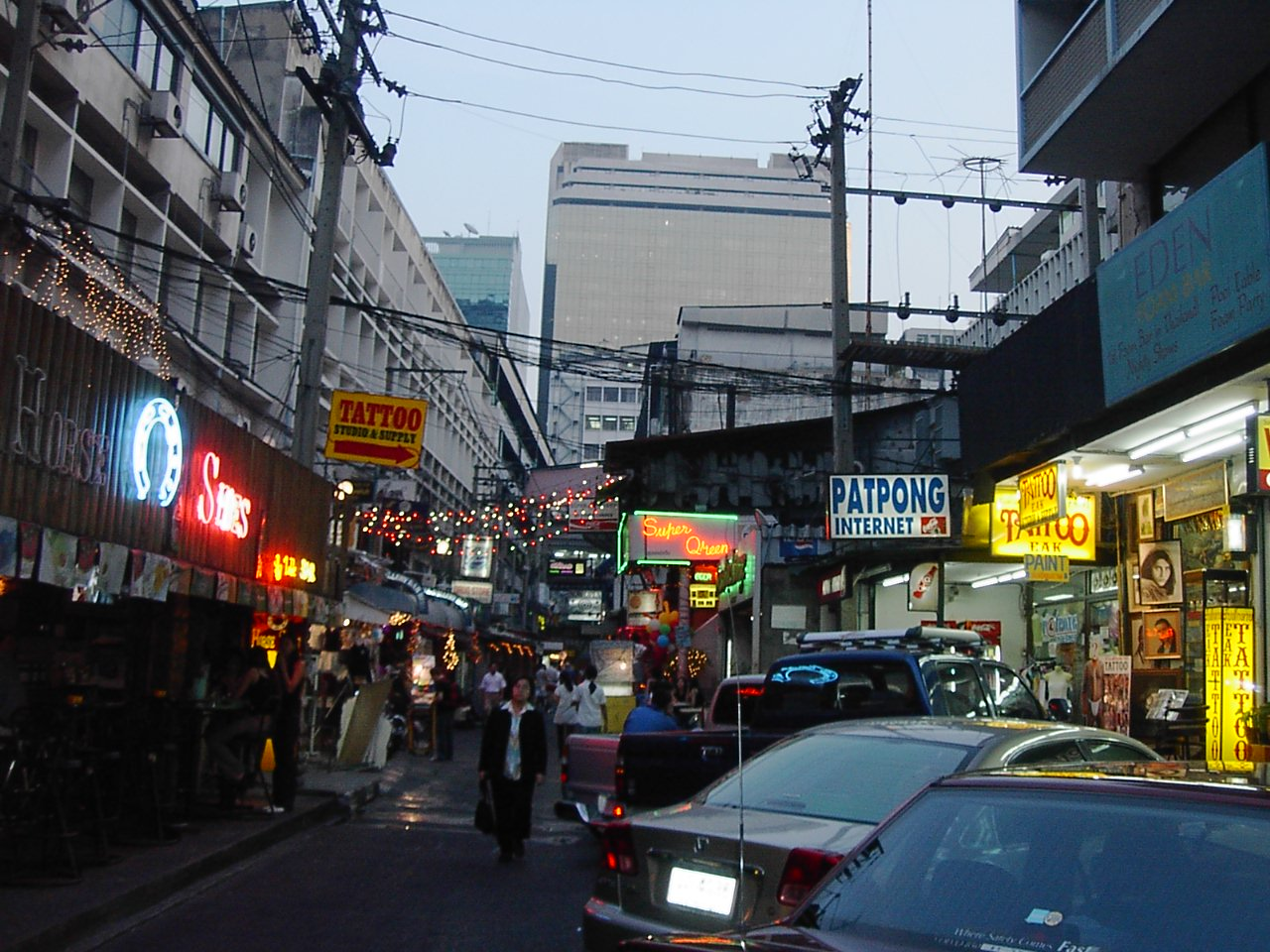
Straßenszene in Patpong

Patpong (andere Schreibweise Phat Phong, Thai: พัฒน์พงษ์) ist ein Vergnügungs- und Rotlichtviertel in Bangkok, Thailand. Patpong besteht aus den zwei parallelen Nebenstraßen (Sois) zur Silom Road Soi Patpong 1 und Soi Patpong 2, den Verbindungsstraßen dazwischen und den davon abzweigenden Sackgassen. Patpong befindet sich zwischen der Thanon Silom und der Thanon Surawong nahe deren östlichem Ende.
In Patpong und in der unmittelbaren Nähe befinden sich zahlreiche gute Restaurants. Ebenso befindet sich einer der beliebtesten Live-Musik-Clubs, Radio City hier, wie auch eine beliebte Diskothek, das Lucifer, wo ab ca. 23 Uhr jüngeres einheimisches Publikum verkehrt. Seit einigen Jahren besteht in Patpong ein Nachtmarkt, der sich direkt auf den Straßen befindet, die zu diesem Zweck in den Abendstunden gesperrt werden. Dies ist mittlerweile zu einer bedeutenden Touristenattraktion geworden. Viele Händler bieten auch gefälschte Markenware zum Kauf an.
Entgegen den weit verbreiteten Gerüchten, dass Patpong durch US-amerikanische GIs ins Leben gerufen wurde, sagte der einstige Patpongphanit Patriarch (der Gründer der Patpong-Dynastie) in einem Interview der Metro, dass internationale Flugbegleiter in den späten 1950er Jahren die ersten stark nachfragenden Kunden gewesen seien.
Siehe auch: Soi Cowboy, Nana Plaza